# Carolina Márquez
Carolina Márquez (Bogotá, 22 de setembro de 1975), é uma cantora colombiana, de música eletrônica, que atualmente vive em Roma, Itália. 
Em 1984 sai de seu país e assiste a Escuela de Arte Dramático (Escola de Arte Dramático) em Barcelona. Em 1991 sua família vai para Veneza, Itália, onde estuda idiomas e literatura moderna. Sua carreira musical se inicia em 1998, em um concerto na cidade de Milão, onde faz sua primeira apresentação "Sexo Sexo", escrito e interpretado por ela mesma, para aproximadamente 80 mil pessoas, obtendo grande aceitação pública. Sua primeira apresentação a faz famosa na área da música eletrônica europeia. 
Em 2004, Carolina volta a sua popularidade, lançando o single "The Killer's Song", música com influência da trilha sonora composta por Bernarrd Hermann para o filme "Twisted Nerve", possuindo o refrão que tornou-se conhecido ao, numa cena do filme de Quentin Tarantino, "Kill Bill Volume I", ser assobiado pela personagem Elle Driver (Daryl Hannah). O single foi lançado em dezembro de 2004 pela EMI Music na Colômbia, Equador, Peru e Venezuela, pela MAS Label no México e pela ULTRA nos Estados Unidos.
Em novembro de 2005, Carolina apresenta na Itália seu novo single "Pleasure Ground", seguindo o mesmo ritmo na precedente "The Killer's Song": Bass eletrônico e melodia empolgante, fazendo novamente grande sucesso de vendas.
Na primavera de 2011, duas casas produtoras italianas se unem (HI Klass Music e Do It Yourself Multimedia Group) para lançarem o novo projeto, nomeado "WICKED WOW" e produzido pelo DJ italiano Vanni Giorgilli e pelo DJ francês Kylian Mash.
Em 1 de abril de 2011, "WICKED WOW" remixado pelo DJ Chuckie sai ao mercado italiano, entrando ao Top 20 do iTunes como o disco Dance mais vendido nas duas primeiras semanas. Atualmente, Carolina Márquez se apresenta em diversas Tours nos melhores Clubs e Discotecas da Itália e de toda Europa.

## Singles
- S.E.X.O. (1998)
- Amor Erotico (1998)
- Super DJ (2000)
- Bisex Alarm (2000)
- Ritmo (2001)
- Discomani (2001)
- Mas Musica  (2002)
- The Killer's Song (2004)
- Pleasure Ground (2005)
- Angel De Fuego (2006)
- WICKED WOW (2011)
- Get on the Floor (2013)

## Álbum
- Mas Musica (2002)[2]
- The Killer’s Song (2005)[2]
- Angel de Fuego (2006)